# Michail Jevgrafovič Saltykov-Ščedrin
Michail Jevgrafovič Saltykov-Ščedrin (rusky Михаил Евграфович Салтыков-Щедрин; 15. lednajul./ 27. ledna 1826greg. – 28. dubnajul./ 10. května 1889greg.) byl ruský spisovatel a satirik. Ve svém díle, ideově spojeném s tzv. naturální školou útočil proti carství a nevolnictví, odhaloval podstatu měšťáctví či liberalismu a zesměšňoval carskou byrokracii. Nejznámějším z jeho děl je román o mravním úpadku statkářské rodiny nazvaných Panstvo Golovlevových a dále Historie jednoho města. V něm v groteskně satirických obrazech líčí dějiny města Hlupákova, jakéhosi ruského Kocourkova. Když carská cenzura sílila, uchýlil se k jinotajné formě zvířecích bajek a pohádek pro dospělé.

## Život
Pocházel ze šlechtické rodiny, která hospodařila na panství Spas Ugol v Tverské gubernii. Jeho dětství nebylo příliš radostné. Despotická matka, dcera moskevského obchodníka, svým dětem nedokázala vytvořit láskyplné prostředí. Saltykov později vylíčil rodinné poměry v knize Pošechonské staré časy (1887), která má částečně autobiografický charakter.
V deseti letech byl zapsán do Moskevského šlechtického institutu a o dva roky později byl převeden jako jeden z nejlepších studentů do lycea v Carském Sele. Tam začal svou spisovatelskou kariéru pod vlivem vzpomínek na A.S.Puškina. První báseň mu vyšla v časopise již v roce 1841. Saltykov si ale brzy uvědomil, že jeho verše nejsou dobré, nemá básnické nadání. Přestal psát poezii a ani později se ke svým raným veršům nehlásil.
V srpnu 1845 nastoupil dráhu úředníka na ministerstvu vojenství v Petrohradu. Ve volném čase se věnoval literatuře, hodně četl, měl rád díla George Sandové. V té době se také seznámil s utopickým socialismem a začal psát nejprve malé bibliografické poznámky o přečtených knihách ( Domácí poznámky,1847), pak příběhy Protiklady (1847) a Zamotaná záležitost (1848). Objevily se v nich charakteristické rysy jeho smýšlení: averze k pokrytecké morálce, nevolnictví, byrokracii. Na některých místech jsou také jiskry posměšného humoru i satirické prvky. Za názory, které otiskl ve svých prvních pracích, byl v dubnu roku 1848 poslán do vyhnanství do Vjatky (dnes Kirov), kde byl osm let gubernátorským úředníkem. Seznámil se podrobně s provinčním životem, poznal jeho temné stránky, mnoho příběhů a lidských osudů poznamenaných zvůlí a nespravedlností. Získaný materiál využil pro psaní povídek Obrázky z gubernie, které vycházely od roku 1856 v časopise Ruský věstník pod pseudonymem Ščedrin. Tyto příběhy, v nichž se tvrdá realita střídá s lyrikou a humorem, si získaly velkou popularitu a byly vydány i v knižním souboru.
Po návratu do Petrohradu v roce 1856 se Saltykov oženil s dcerou bývalého viceguvernéra Vjatky Jelizavetou Apollonovnou Boltinovou (1839–1910). V manželství nebyl šťastný, ale nedokázal se bez své ženy obejít. Narodily se jim dvě děti, Konstantin (1872–1932) a Elizabeth (1873–1927).
V březnu 1858 byl jmenován viceguvernérem v Rjazani a v roce 1860 přeložen do Tveru. Často přispíval do různých časopisů a z jeho článků byly v roce 1863 sestaveny dvě knihy: Nevinné povídky a Satiry v próze. V roce 1862 odešel ze státní služby a pracoval v Petrohradu jako redaktor literárního časopisu Sovremennik.  Zúčastnil se také prací na návrhu tiskové charty. Po dvou letech pro neshody s vedením redakce odešel zpět do úřední služby. Literární činnost na tři roky utlumil.
V roce 1868 byl penzionován. Poté spolupracoval s Nikolajem Alexejevičem Někrasovem při vedení časopisu Vlastenecké zápisky (Отечественные записки). Tento časopis po Někrasovově smrti vedl. Během 14 let pracoval výhradně pro tento časopis a jeho příspěvky byly publikovány také knižně v několika sbírkách. Napsal také politicky a společensky satirická díla Historie jednoho města (1870), Páni Taškentci (1872) nebo Panstvo Golovlevových (1880).Od poloviny 70. let měl zdravotní potíže a často navštěvoval Německo, Švýcarsko a Francii za lékařskou péčí. Postřehy z těchto cest zpracoval do série skic nazvaných V zahraničí (1880). Vydávání časopisu bylo v roce 1884 zastaveno z cenzurních důvodů a Saltykov se uchýlil do ústraní na své letní sídlo Monrepos. Těžce nesl ztrátu redakční práce a přerušení přímého kontaktu se čtenáři. Mezi jeho poslední díla patří kniha satirických bajek a pohádek Bajky (1883) a román ze života ruské šlechty Pošechonské staré časy (1887), inspirovaný vzpomínkami na dětství.
Michail Saltykov–Ščedrin zemřel na krvácení do mozku 28. dubna 1889 a byl podle svého přání pohřben na Volkovském hřbitově (část Literární mosty) vedle I. S. Turgeněva.

## Dílo
- Protiklady (Противоречия, 1847)

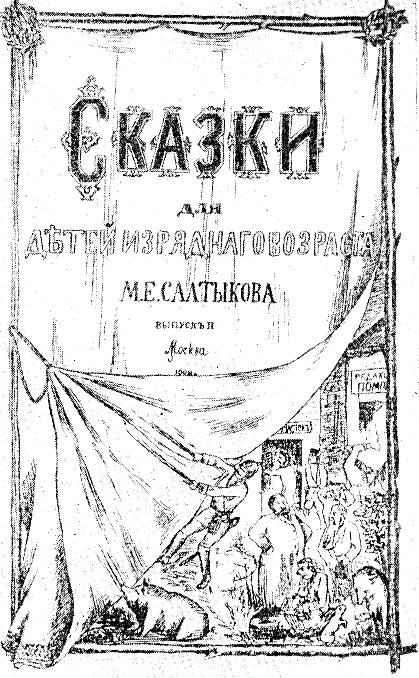
Obálka knihy Pohádky pro děti značně odrostlé (1883)

- Zamotaná záležitost (Запутанное дело, 1848)
- Obrázky z gubernie (Губернские очерки, 1856–1857) – črty z doby vyhnanství
- Pazuchinova smrt (Смерть Пазухина, 1857) – drama
- Stíny (Тени, 1865) – drama
- Nevinné povídky (Невинные рассказы, 1863)
- Satiry v próze (Сатиры в прозе, 1863)
- Pompaduři a pompadurky (Помпадуры и помпадурши, 1863–1873) – satirické prózy
- Příznaky doby (Признаки времени, 1869) – črty a povídky, které reagují na situaci v Rusku po reformách roku 1861.
- Historie jednoho města (История одного города, 1870)
- Dopisy z venkova (Письма о провинции, 1871)
- Páni Taškentci (Господа ташкентцы, 1872)
- Loajální řeči (Благонамеренные речи, 1872–1876)
- Azyl Monrepos (Убежище Монрепо, 1878–1879)
- Současná idyla (Современная идиллия, 1878–1883) – satiry na období tzv. reakce
- Panstvo Golovlevových (Господа Головлевы, 1880) – kronika rozpadu feudální statkářské rodiny, překlady do češtiny též jako Golovlevské panstvo nebo Páni Golovlevi [3]
- V cizině (За рубежом, 1880) – dojmy z cest po Evropě
- Dopisy tetičce (Письма к тетеньке, 1882) – satiry na období tzv. reakce
- Bajky (Сказки, 1883)
- Pošechonské staré časy (Пошехонская старина, 1887–1889), česky též jako Pošechoňská stařina

## Galerie

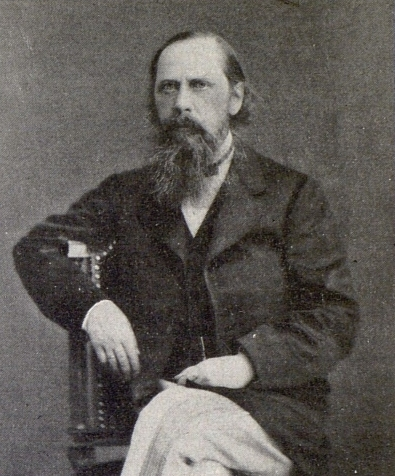
Michail Jevgrafovič Saltykov-Ščedrin (1870)
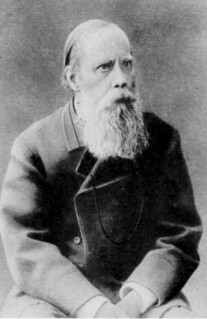
Michail Jevgrafovič Saltykov-Ščedrin (1880)
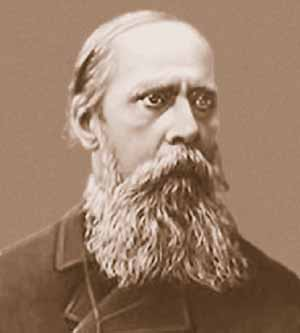
Michail Jevgrafovič Saltykov-Ščedrin (1885)
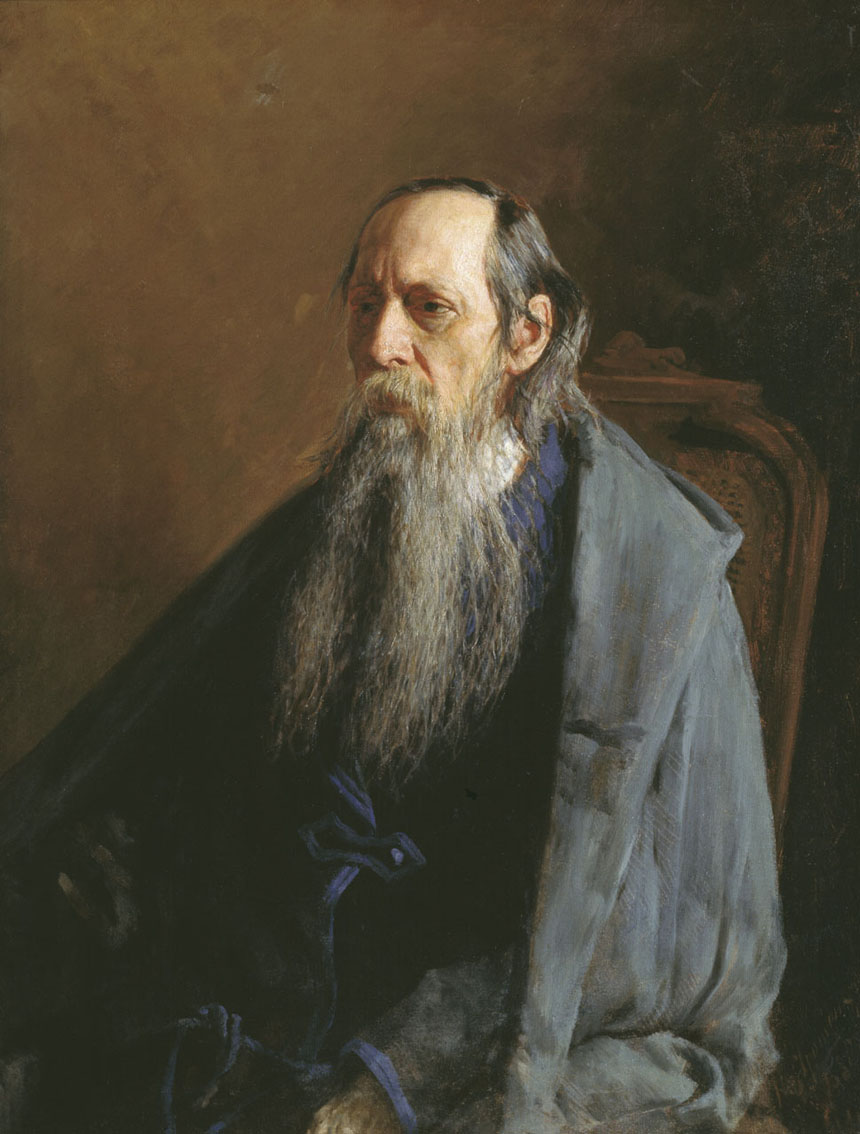
Michail Jevgrafovič Saltykov-Ščedrin (1886)
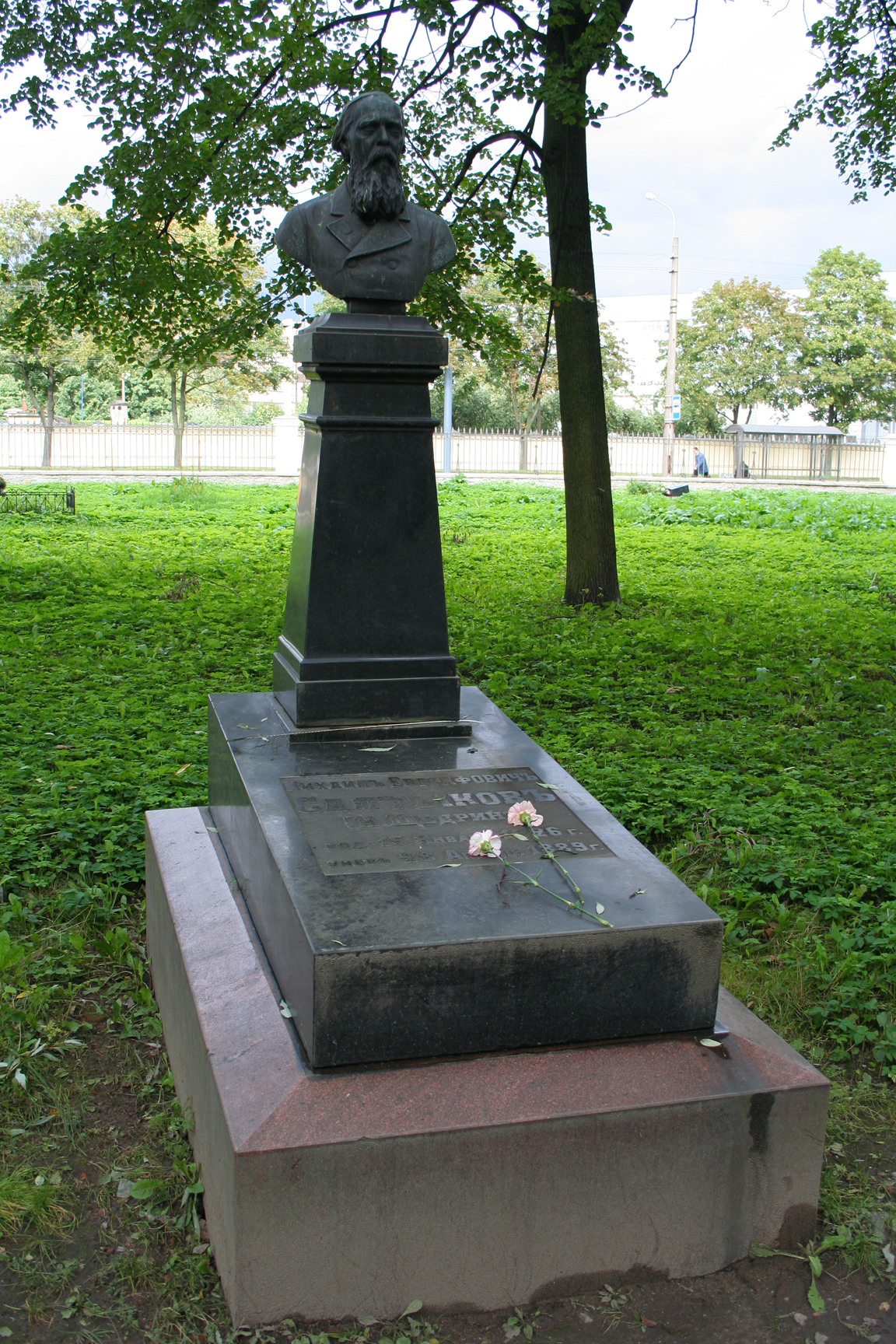
Hrob M. J. Saltykova-Ščedrina v Petrohradě (Volkovský hřbitov)
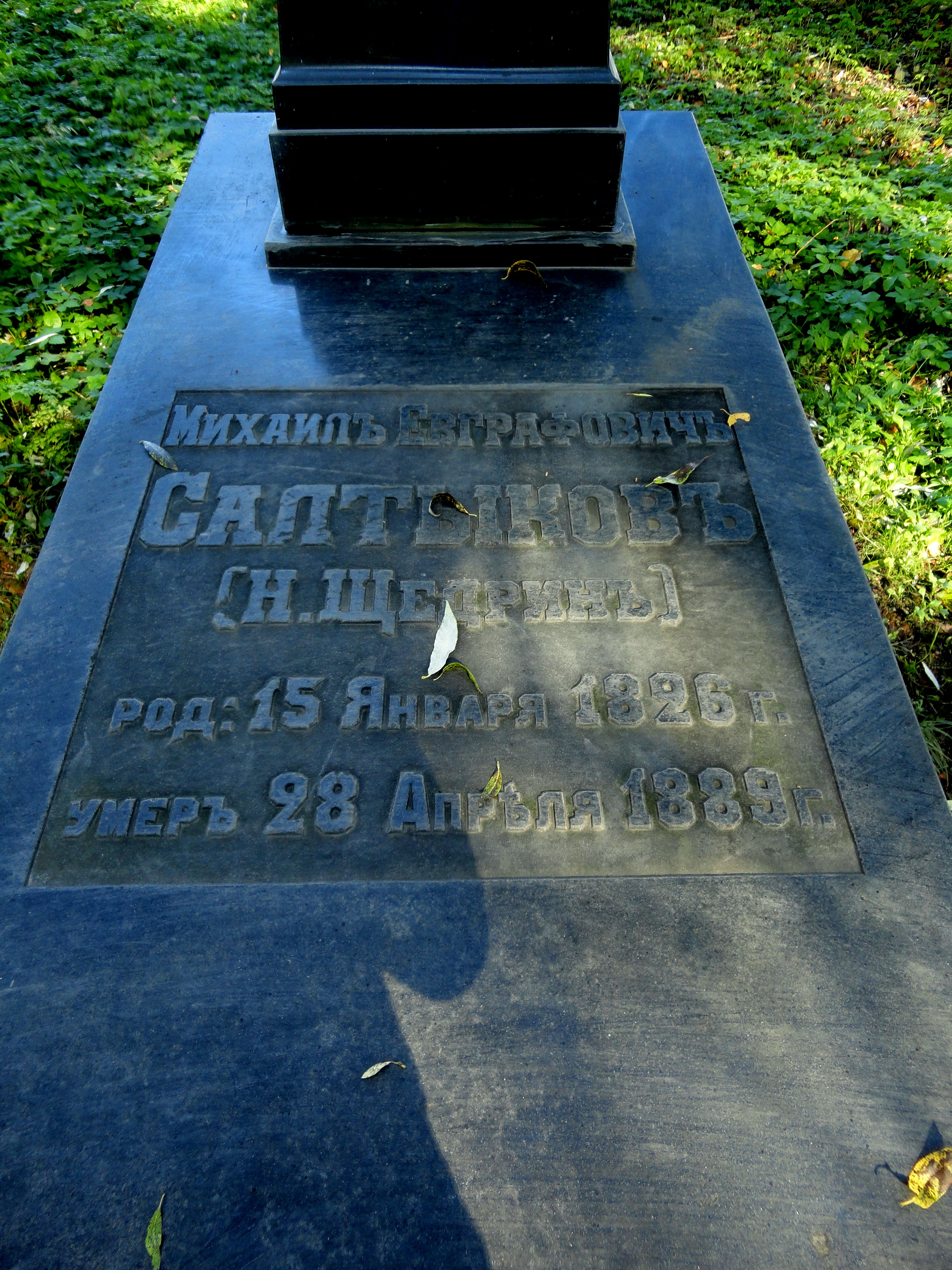
náhrobek (detail)